# Corcelles-les-Monts
Corcelles-les-Monts è un comune francese di 674 abitanti situato nel dipartimento della Côte-d'Or nella regione Borgogna-Franca Contea.

## Società

### Evoluzione demografica
Abitanti censiti